# Пряженя
Пряже́ня — український різновид омлету, яєшня з борошном і молоком або сметаною.

## Рецепти
Головною відмінністю пряжені від звичайного омлету є те, що її готують із додаванням борошна. Пряженю можна смажити на сковорідці на маслі або запікати в духовці на маргарині. Інколи смажать, розмішуючи ложкою або лопаткою.
На Слобожанщині в пряженю традиційно додають ковбасу. Також пряженю роблять з шинкою (бужениною), вареною курячою печінкою, грибами з цибулею, бутом або шкварками. Традиційну гуцульську пряженю роблять із використанням кукурудзяного борошна і сметани. Пряженю на пряженому молоці прийнято готувати на свято Трійці.
Існує десертний варіант пряжені — з варенням. На готову пряженю згори кладуть варення, загортають на манір пиріжка і посипають цукровою пудрою.